# Håndtering av udøde
Håndtering av udøde (internationaler englischsprachiger Titel Handling the Undead) ist ein Horrordrama von Thea Hvistendhal. Der Film basiert auf dem Roman Hanteringen av odöda des schwedischen Schriftstellers John Ajvide Lindqvist und erzählt, wie an einem heißen Sommertag in Oslo plötzlich die frisch Verstorbenen erwachen. Der Film feierte im Januar 2024 beim Sundance Film Festival seine Premiere und kam Anfang Februar 2024 in die norwegischen Kinos. Im Rahmen des Amandaprisen 2024 erhielt der Film in insgesamt sechs Kategorien Nominierungen.

## Handlung
An einem heißen Sommertag erwachen in Oslo plötzlich die frisch Verstorbenen. Begleitet wird das Ereignis von panisch umherfliegenden Vogelschwärme, Stromausfällen, die in der Stadt die Lichter flackern lassen, und dem Losgehen der Alarmanlagen der Autos. Drei Familien, die erst kürzlich mit einem Verlust konfrontiert wurden, versuchen herauszufinden, was diese Auferstehung bedeutet und ob ihre Lieben tatsächlich zurück sind.
Da ist Anna, deren kleiner Sohn verstorben ist. Sie rührt das Essen nicht an, das ihr einfühlsamer Vater Mahler ihr bringt, und geht seinen Blicken aus dem Weg. In einer anderen Familie betrauern David, seine Tochter Flora und sein Sohn Kian den Tod der Mutter Eva, die bei einem Autounfall ums Leben kam. Sie wurde noch im Operationssaal für tot erklärt, kam aber kurz später wieder zu Bewusstsein und befindet sich nun unter Beobachtung im Krankenhaus. Eine ältere Frau namens Tora betrauert den Tod ihrer Lebensgefährtin Elisabet. Als sie nach Hause kommt erschrickt sie sehr darüber, dass die Totgeglaubte in ihrer Küche sitzt.

## Produktion

### Literarische Vorlage
Der Film basiert auf dem Roman Hanteringen av odöda des schwedischen Schriftstellers John Ajvide Lindqvist von 2015. Bereits sein Debütroman Låt den rätte komma in wurde 2008 unter dem deutschen Buchtitel So finster die Nacht von Tomas Alfredson verfilmt und von Andrew Hinderaker 2022 für die Fernsehserie So finster die Nacht herangezogen.

### Filmstab und Besetzung

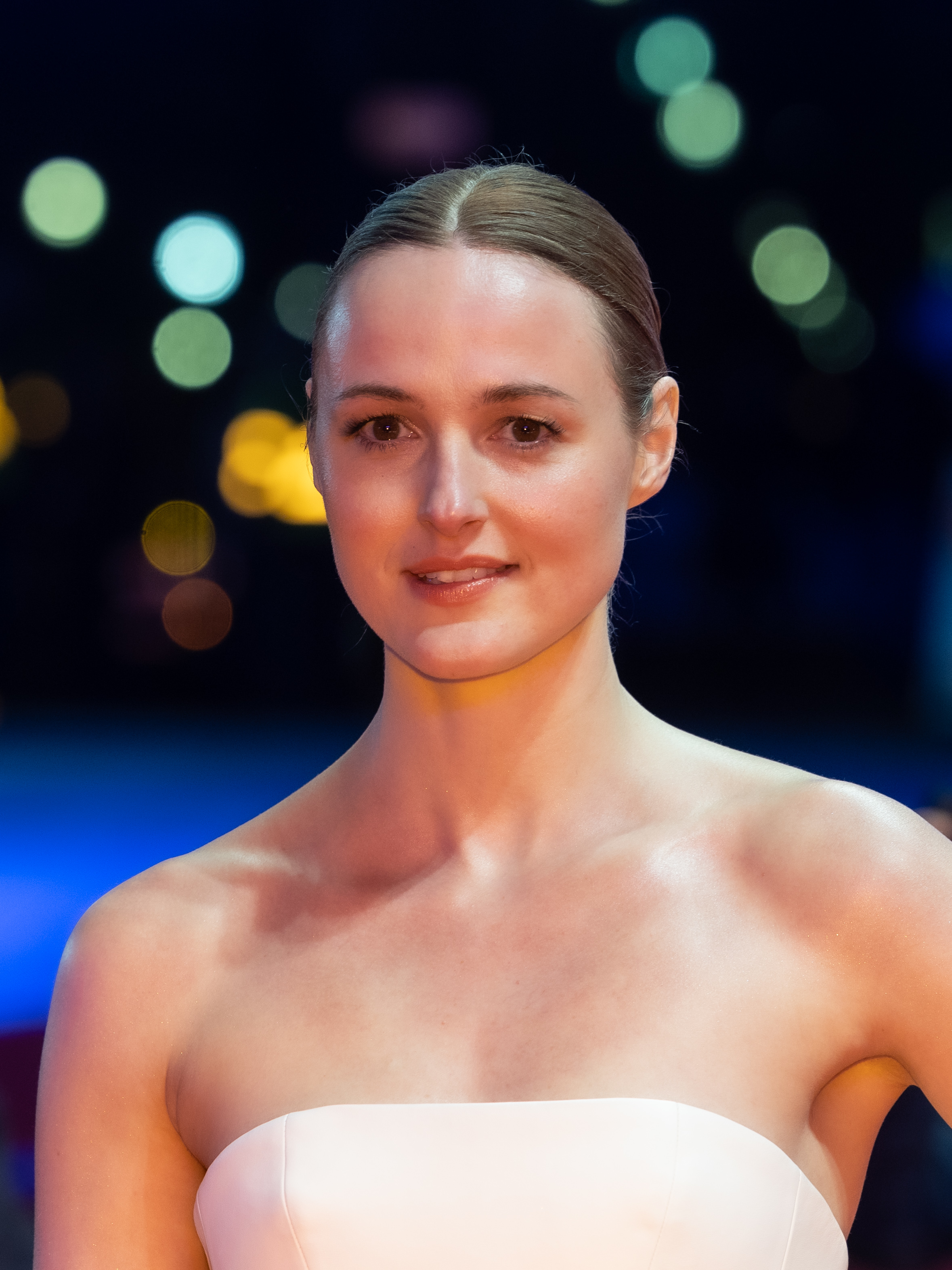
Die Norwegerin Renate Reinsve spielt in einer Hauptrolle Anna

Regie führte Thea Hvistendahl, die gemeinsam mit Lindqvist auch dessen Roman für den Film adaptierte. Es handelt sich bei Håndtering av udøde um Hvistendahls zweiten Langfilm nach der Fantasy-Doko Adjø Montebello von 2017 und ihren ersten Spielfilm. Zudem führte sie bei mehreren Kurzfilmen, Werbespots und Musikvideos Regie. Hvistendahl äußerte sich über Lindqvists Roman, dieser schlage einen einzigartigen und vielschichtigen Ton an: „Das Buch hat mich wirklich tief berührt“.
Renate Reinsve spielt in einer Hauptrolle Anna. Die norwegische Schauspielerin ist besonders für ihre Rolle in dem Film  Der schlimmste Mensch der Welt von Joachim Trier aus dem Jahr 2021 bekannt, für die sie zahlreiche Auszeichnungen und Nominierungen erhielt, unter anderem beim Europäischen Filmpreis. Anders Danielsen Lie, der in Håndtering av udøde in einer weiteren Hauptrolle als der Stand-up-Comedian David zu sehen ist, spielte in Der schlimmste Mensch der Welt ihren neuen Lebenspartner. Bahar Pars spielt dessen tödlich verunglückte Ehefrau Eva. Bjørn Sundquist spielt Annas siebzigjährigen Vater Mahler. Weiter auf der Besetzungsliste finden sich Bente Børsum als Tora, Olga Damani als deren verstorbene Lebensgefährtin Elisabet, Inesa Dauksta als Davids und Evas Tochter Flora und Kian Hansen als ihr Sohn Kian.

### Filmmusik, Marketing und Veröffentlichung
Die Filmmusik komponierte der Brite Peter Raeburn, der bei seiner Arbeit in erster Linie auf Streicher und Klavierklänge setzte. Das Soundtrack-Album mit insgesamt 18 Musikstücken wurde Anfang Juni 2024 von Nowever Records als Download veröffentlicht. Weiter ist im Film das Lied Ne me quitte pas in einer Version von Nina Simone zu hören. Dieses stammt im Original von Jacques Brel.
Der erste Trailer wurde im Dezember 2023 vorgestellt. Die Weltpremiere fand am 20. Januar 2024 beim Sundance Film Festival statt.
Ebenfalls im Januar 2024 eröffnete er das Göteborg Film Festival. Am 9. Februar 2024 kam der Film in die norwegischen Kinos. Anfang Mai 2024 wurde er beim Chicago Critics Film Festival gezeigt. Am 31. Mai 2024 kam der Film in ausgewählte US-Kinos. Im Juni 2024 wurde der Film beim Sundance Film Festival: London gezeigt und im Juli 2024 beim Neuchâtel International Fantastic Film Festival. Der Kinostart in der Deutschschweiz erfolgte am 18. Juli 2024. Im August 2024 wird er beim Norwegischen Filmfestival in Haugesund vorgestellt und im September 2024 beim Fantasy Filmfest.

## Rezeption

### Kritiken
Von den bei Rotten Tomatoes aufgeführten Kritiken sind 75 Prozent positiv bei einer durchschnittlichen Bewertung mit 6,4 von 10 möglichen Punkten. Bei Metacritic erhielt der Film einen Metascore von 72 von 100 möglichen Punkten.
Ursula Rathensteiner schreibt in ihrer Kritik für uncut.at, Regisseurin Thea Hvistendahl gehe in Richtung Zombies der ruhigen Art und würde den untoten Figuren eine eigene Mythologie verleihen. So sei Handling the Undead weder typischer Zombiehorror à la Dawn of the Dead noch Zombiekomödie wie Zombieland oder Shaun of the Dead. Hvistendahl mache ihren Film zu einem gediegenen, atmosphärischen Drama über große Themen wie Leben, Verlust und Trauer. Sie entwickele die Geschichte langsam, während gleich zu Beginn die feierlich-getragene Musik in ihren Bann ziehe.

### Auszeichnungen
Amandaprisen 2024

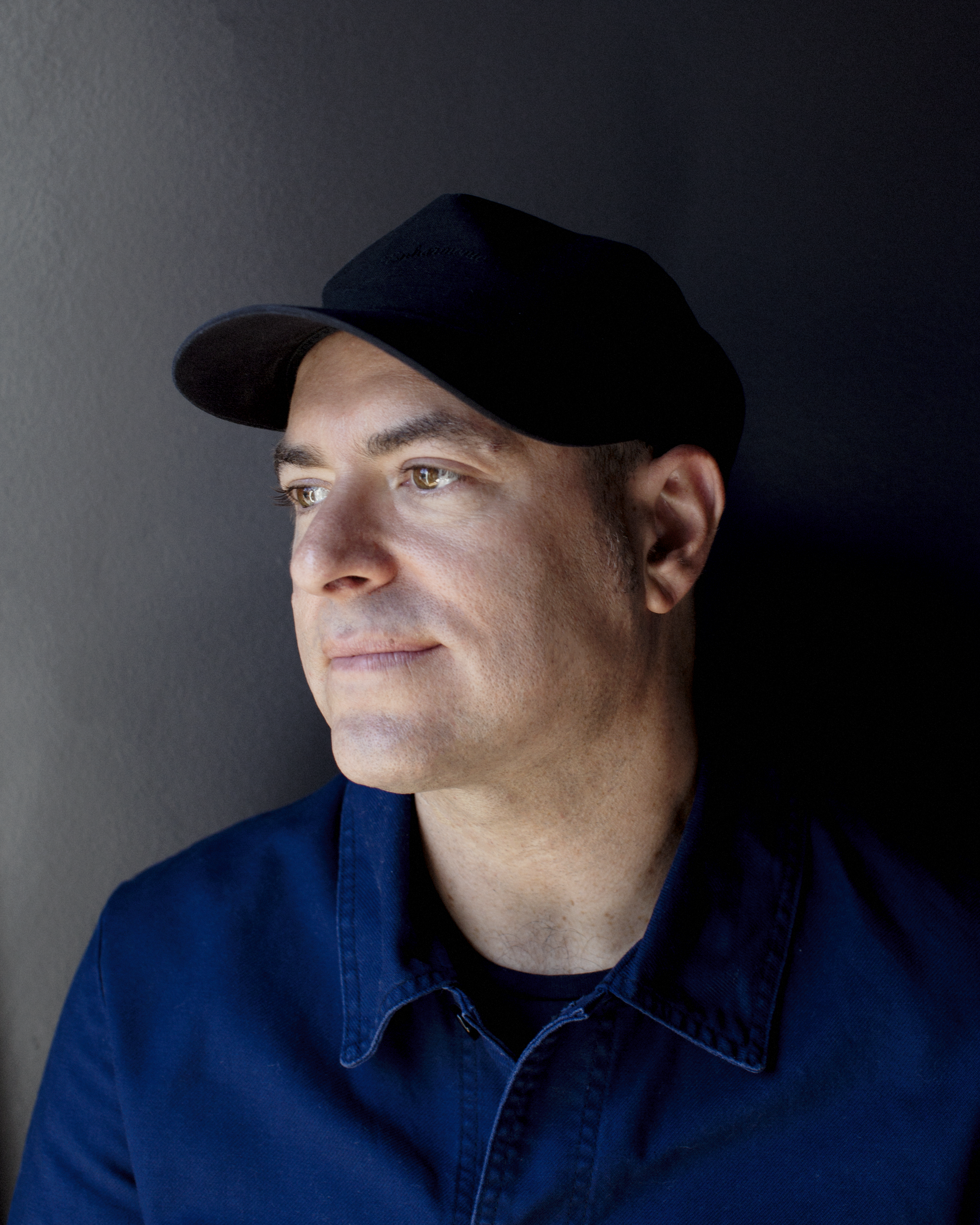
Filmkomponist Peter Raeburn

- Nominierung für die Beste Filmmusik (Peter Raeburn)
- Nominierung als Bester Nebendarsteller (Bjørn Sundquist)
- Auszeichnung für das Beste Sound Design (Bent Holm und Andreas Franck)
- Auszeichnung für die Beste Kamera (Pål Ulvik Rokseth)
- Auszeichnung für das Beste Szenenbild (Linda Janson)
- Auszeichnung für das Beste Make-Up (Morten Jacobsen und Live Becker Knudsen)[23][24]

Bucheon International Fantastic Film Festival 2024
- Nominierung im Internationalen Wettbewerb[25]

Fantasy Filmfest 2024
- Nominierung für den Fear Good Award[26]

Göteborg Film Festival 2024
- Nominierung im Nordischen Wettbewerb[27]

Neuchâtel International Fantastic Film Festival 2024
- Auszeichnung mit dem H.R. Giger “Narcisse” Award im Internationalen Wettbewerb
- Auszeichnung mit der Méliès d’argent[28]

Riga International Film Festival 2024
- Nominierung im Wettbewerb[29]

Sundance Film Festival 2024
- Nominierung im World Cinema Dramatic Competition
- Special Jury Award im World Cinema Dramatic Competition für die Musik (Peter Raeburn)